# ジャン＝ウジェーヌ・ビュラン
ジャン＝ウジェーヌ・ビュラン（Jean-Eugène Buland、1852年10月26日 - 1926年3月18日）はフランスの画家である。写実主義のスタイルでパリ市民の日常生活や社会的なテーマの絵画を描いた。

## 略歴
パリで版画家、ジャン・マリー・ビュラン(Jean Marie Buland: 1825-1895)の息子に生まれた。弟に版画家のジャン＝エミール・ビュラン(Jean-Émile Buland: 1857-1938)がいる。
パリ国立高等美術学校に入学し、アレクサンドル・カバネルの教室で学んだ。はじめ象徴主義のスタイルで神話などの題材の作品を描いたが、すぐに同時代の人々の日常を描くようになった。19世紀後半に現れた、ギュスターヴ・クールベやジャン＝フランソワ・ミレーなどの写実主義の潮流に影響を受けて、社会的なテーマや政治的なテーマの作品を、繊細な描写で描くようになった。
1873年からフランス芸術家協会の展覧会に出展し、1878年と1879年にローマ賞の2位を受賞し、1880年代のパリのサロンで何度か入賞した。1889年にパリ市庁舎で開かれた科学展覧会(Salon des Sciences)の装飾画を描き、同年のパリ万国博覧会では銀賞を受賞した。1894年にレジオンドヌール勲章を受勲した。
作品はリュクサンブール美術館やフランス各地の美術館に収蔵されている。

## 作品

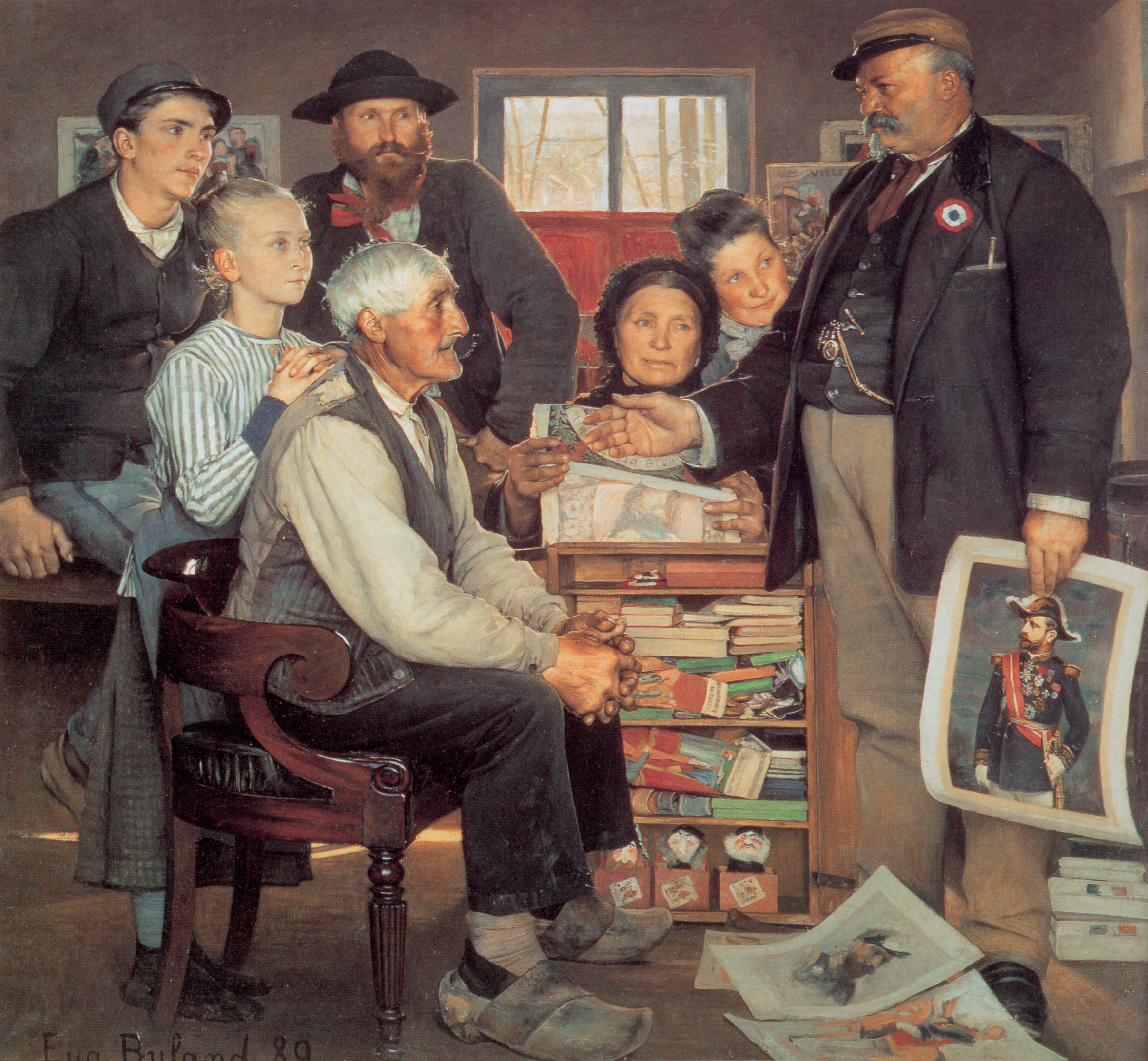
「プロパガンダ・キャンペーン」(1889) オルセー美術館 蔵
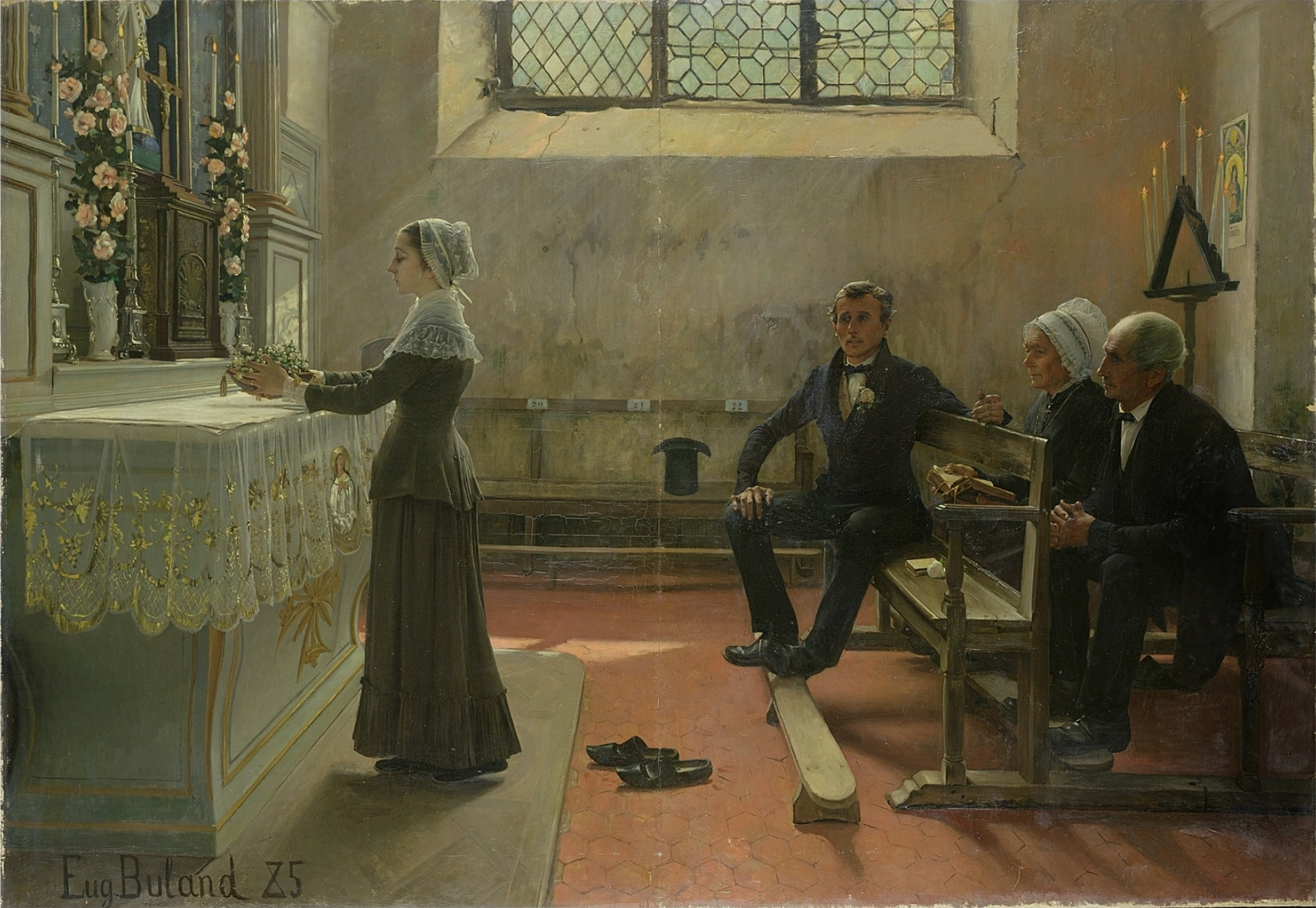
"L'offrande" (1885) カーン美術館 蔵
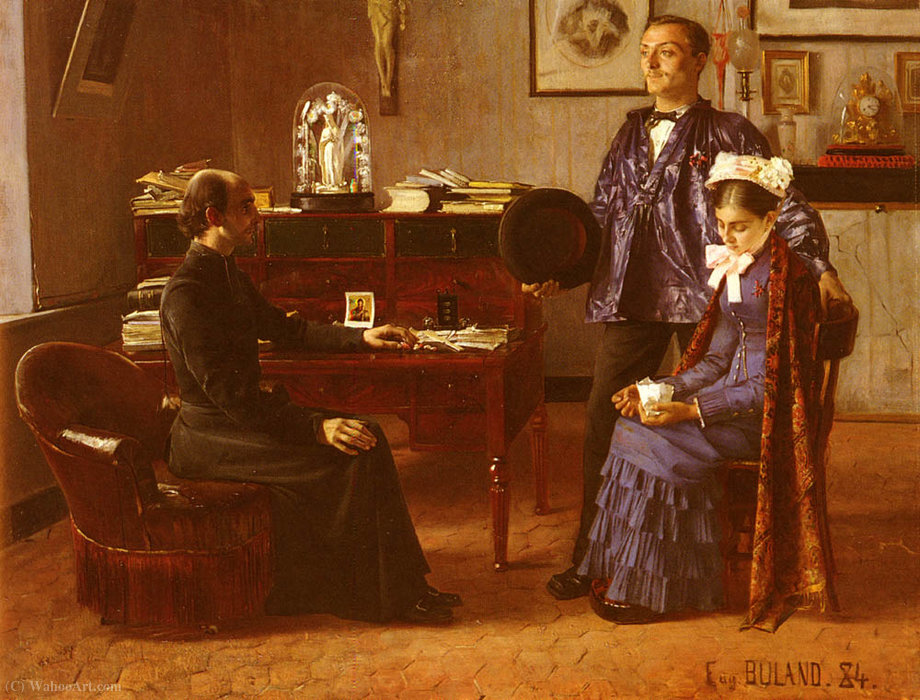
結婚式の後

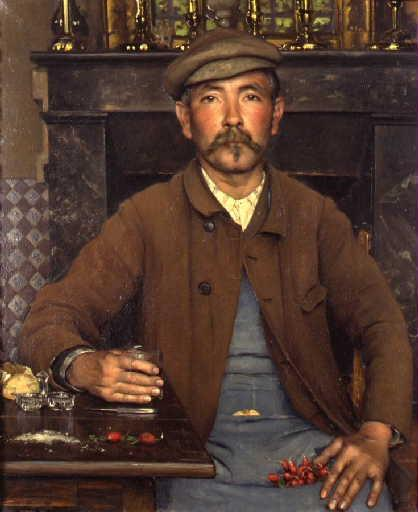
庭師の食事(1879)
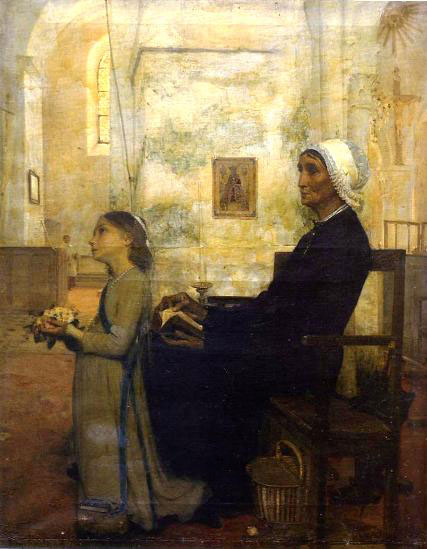
聖母への祈り
工員見習いの訓練 スウェーデン国立美術館 蔵
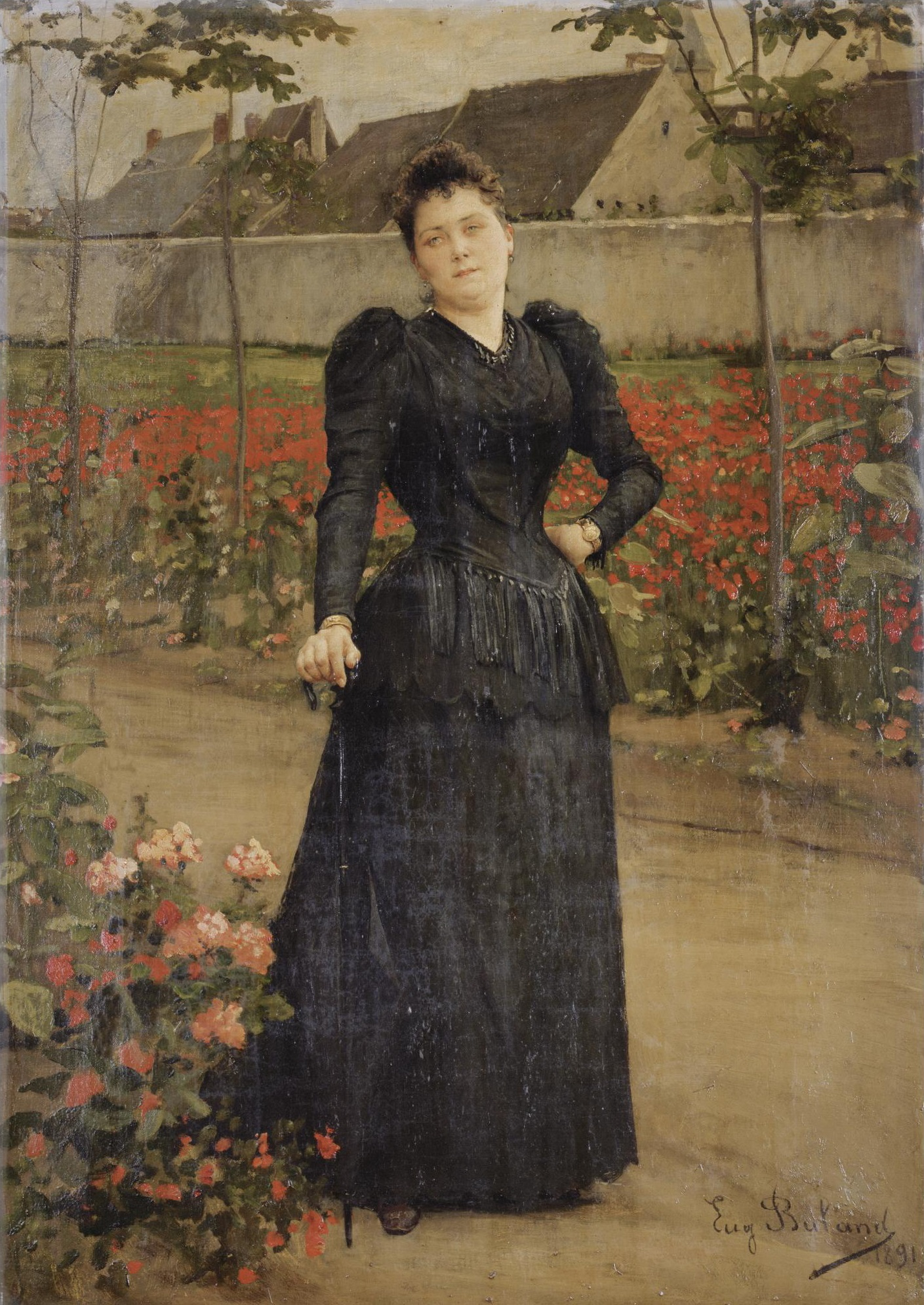
公園の散歩　(1891）